# Список храмов Уфимской и Стерлитамакской епархии

В данном алфавитном списке указаны храмы Уфимской и Стерлитамакской епархии.
Список храмов Уфимской и Стерлитамакской епархии
Андрея Первозванного апостола храм
Богородско-Уфимской иконы Божией Матери храм
Вениамина митрополита Петроградского, священномученика храм
Взыскание погибших иконы Божией Матери храм
Вознесения Господня храм
Воскресения Христова собор
Всех скорбящих Радость иконы Божией Матери часовня
Георгия Победоносца великомученика храм
Илии пророка Божия храм
Казанской иконы Божией Матери храм
Кирилла и Мефодия равноапостольных храм
Креста Господня воздвижения храм
Николая святителя храм
Николая святителя храм (при ж/д вокзале ст. "г.Уфа")
Покрова Пресвятой Богородицы
Рождества Пресвятой Богородицы кафедральный собор
Сергия Радонежского преподобного собор
Троицы Пресвятой храм
Успенский Свято-Георгиевский мужской монастырь